# Corde optique
 (juillet 2012).
Si vous disposez d'ouvrages ou d'articles de référence ou si vous connaissez des sites web de qualité traitant du thème abordé ici, merci de compléter l'article en donnant les références utiles à sa vérifiabilité et en les liant à la section « Notes et références ».
Une corde optique est un capteur à base de fibre optique tressée, inventée par Bernard Hodac, et développée par la société OSMOS, permettant la mesure en temps réel de la déformation répartie d'une structure. Elle est ainsi utile pour anticiper les opérations de préservation afin d'assurer leur pérennité et la sécurité des populations.

## Principe
Le procédé consiste à utiliser des fibres optiques tressées pour mesurer en temps réel les déformations d'une structure. Les déformations structurelles entraînent une variation de l'intensité lumineuse du signal de sortie. La quantité de lumière dissipée dans les microcourbures de la tresse est fonction des déformations longitudinales appliquées sur la tresse, proportionnellement aux déformations de la structure.
La fibre optique lors de sa déformation, par exemple une courbure, va perdre une partie du flux lumineux qu'elle véhicule. En captant la perte de cette intensité, il est possible de corréler cette mesure à la déformation de la fibre.
L'analyse de la variation de l'intensité d'un signal lumineux, lorsqu'il parcourt la corde optique permet de connaître l'élongation (ou le raccourcissement) de cette dernière, avec une résolution de 2µm pour une longueur standard de 2 mètres. Cette mesure en base longue permet de s'affranchir des effets locaux propres aux structures inhomogènes (maçonnerie, béton fissuré) afin d'obtenir une information pertinente à l'échelle de la structure entière.
En utilisant la lumière comme seul vecteur de captation et de transmission d’informations, la corde optique conserve sa stabilité dans le temps et est insensible aux effets électromagnétiques.

## Conception
En règle générale, sa longueur se situe entre un et dix mètres.
La corde optique fait ainsi partie des méthodes de Surveillance de l'Intégrité des Structures qui prévoient le suivi en temps réel ou à intervalles réguliers de l’intégrité d’une structure. Ces procédés permettent de contrôler le bon état des infrastructures publiques et privées afin d'assurer leur maintien mais surtout la sécurité des usagers.

## Applications
Le suivi des structures par corde optique est applicable à de nombreux secteurs. Ce système trouve naturellement son utilité pour de nombreuses infrastructures (ouvrages d'art, immeubles, patrimoine historique, centres commerciaux, tunnels, parkings, murs de soutènement, bâtiments industriels, stades, etc.). Chaque structure a ses caractéristiques propres selon sa nature et l'environnement dans lequel elle est implantée, la corde optique peut s'adapter à tout type de constructions et déterminer leur état de santé.
Les contextes d'intervention sont aussi nombreux : de la situation de travaux à la levée de doutes, en passant par la gestion de crise (post-effondrement, séismes, inondations, incendies, etc.), les capteurs à base de fibre optique tressée peuvent être implantés dans des situations variées pour évaluer en temps réel et en continu la santé des structures.